# Bad Guy
Bad Guy – singel amerykańskiej piosenkarki Billie Eilish, wydany 29 marca 2019, promujący debiutancki album studyjny artystki pt. When We All Fall Asleep, Where Do We Go?. Piosenkę napisała sama artystka we współpracy ze swoim bratem, Finneasem O’Connellem.
Do piosenki został zrealizowany oficjalny teledysk, który został opublikowany 29 marca 2019 na kanale „Billie Eilish” w serwisie YouTube.
Singel osiągnął międzynarodowy sukces komercyjny, docierając na szczyt list przebojów m.in. w Australii, Estonii, Finlandii, Grecji, Islandii, Kanadzie, Norwegii, Nowej Zelandii, Rosji i Stanach Zjednoczonych.
W Polsce osiągnął certyfikat diamentowej płyty CD.
Za singiel odebrała Europejską Nagrodę Muzyczną MTV za wygraną w kategorii „najlepsza piosenka”, zaś teledysk do utworu zapewnił jej MTV Video Music Award za „najlepszy montaż”.